# Hecalus major
Hecalus major är en insektsart som beskrevs av Henry Fairfield Osborn 1915. Hecalus major ingår i släktet Hecalus och familjen dvärgstritar. Inga underarter finns listade i Catalogue of Life.